# 栄ガス消費生活協同組合
栄ガス消費生活協同組合（さかえガスしょうひせいかつきょうどうくみあい、英: SAKAE GAS Corporation. ）は、新潟県三条市に本部を置くガス事業者。日本ガス協会の加盟法人としては生活協同組合という唯一かつ異例の形態をとり、三条市の一部（栄地区）において都市ガスの供給を行う。

## 事業概要
供給するガスは天然ガス（13A）で、石油資源開発長岡鉱業所より受け入れている。2010年3月末現在、供給区域内の世帯数3,788件に対し需要家のメーター件数は3,379件で、約89%の普及率となっている。